# Xeverniàievo
Xeverniàievo (en rus: Шеверняево) és un poble (un possiólok) de l'óblast de Tula, a Rússia, segons el cens del 2010 tenia 190 habitants.